# Julien Clerc
Julien Clerc, phát âm [ʒy.ljɛ̃ klɛʁ], (4 tháng 10 năm 1947), tên lúc sinh là Paul Alain Leclerc, là một ca sĩ và nhạc sĩ người Pháp.

## Tiểu sử
Sinh ra ở Paris, Clerc lớn lên nghe nhạc cổ điển tại nhà của cha mình Paul Leclerc, trong khi mẹ Evelyn Merlot giới thiệu anh với âm nhạc của những ca sĩ như Georges Brassens và Edith Piaf. Anh bắt đầu học piano từ năm sáu tuổi và đến 13 tuổi, bắt đầu chơi bằng tai mọi thứ anh nghe được trên radio.
Trong những ngày học cấp hai và đại học, anh đã gặp Maurice Vallet và Etienne Roda-Gil, hai trong số những nhạc sĩ chính của anh, và bắt đầu sáng tác những bài hát đầu tiên của mình. Anh đổi tên thành Julien Clerc sau khi ký hợp đồng với Pathé Marconi, phát hành album đầu tiên vào tháng 5/1968.
Album tiếp tục giành được giải thưởng Académie Charles Cros. Năm 1969, Clerc lần đầu tiên bước lên sân khấu Olympia để mở màn cho buổi hòa nhạc của Gilbert Becaud. Mặc dù mới tham gia show kinh doanh được một năm nhưng màn trình diễn của anh là một thành công lớn. Sau đó, anh liên tục trở lại Olympia để tham gia một loạt các buổi hòa nhạc.
Từ tháng 5 năm 1969 đến tháng 2 năm 1970, ông tham gia vào vở nhạc kịch "Hair" rất thành công ở Paris, làm tăng hồ sơ của ông.
Ở tuổi 24, Clerc là một ngôi sao lớn và thu âm rất nhiều bản hit, nhiều bản được bán ra nước ngoài, được dịch và phân phát bằng các ngôn ngữ khác.
Năm 1979, anh tham gia hai dự án hợp tác mới, hát bài hát chủ đề của vở nhạc kịch thiếu nhi "Emilie Jolie" và tham gia "36 Front Populaire", một vở nhạc kịch album đôi về giai đoạn lịch sử đầy biến động.. Trong những năm qua, các tiết mục của Clerc đã chuyển từ các tác phẩm của riêng anh sang các bài hát cổ điển của Pháp như "Comme Hier" của Brassens và "L'hymne à l'amour" của Edith Piaf. Anh ấy đã biểu diễn ở Châu Phi, Châu Mỹ và Châu Âu.
In January 1999, Clerc went on stage at the Théâtre des Champs-Elysées and delivered an unplugged acoustic set that was a long way from the rock/pop-based shows that he had been giving his audience for some years. Năm 2000, anh tham dự cùng với nhiều nghệ sĩ khác trong một số buổi hòa nhạc có lợi cho Nhà hàng du Coeur, một tổ chức từ thiện ngân hàng thực phẩm mùa đông.
Năm 2003, Clerc đã thu âm một album mới theo "tiêu chuẩn" cổ điển của Mỹ, bằng tiếng Pháp. Ở một mặt khác, Clerc được mệnh danh là Đại sứ thiện chí của UNHCR tại một buổi lễ ở Paris vào tháng 11 năm 2003 sau khi làm việc gần hai năm với cơ quan về các dự án nhân từ khác nhau cho người tị nạn. Vào tháng 3 năm 2004, anh ấy đã thực hiện nhiệm vụ đầu tiên trong lĩnh vực này để gặp gỡ những người tị nạn và nhân viên cứu trợ ở Chad. Nhiệm vụ của anh được ghi lại bởi "Envoyé spécial" và được phát trên kênh truyền hình quốc gia Pháp vào tháng 4 năm 2004.

## Gia đình
Clerc có năm người con: con gái Angèle (con nuôi) và Jeanne Herry với nữ diễn viên người Pháp Miou-Miou; con gái Vanille và con trai Barnabé với vợ sau đó Virginie Coupérie; and son Léonard with Hélène Grémillon whom he married in 2012.

## Giải thưởng
- 1974: Năm dĩa vàng

## Danh sách đĩa
Albums and Singles

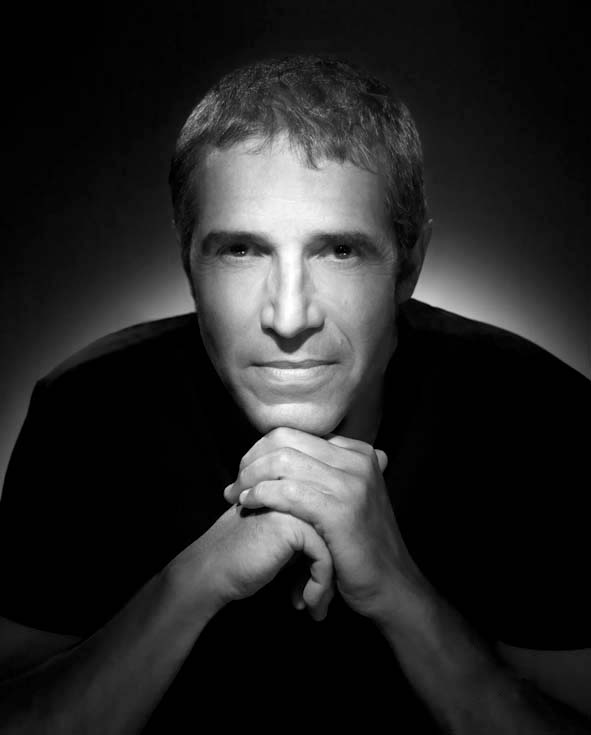
Julien Clerc năm 2008.

- 1970, Julien Clerc - Premier Album
- 1970, Des jours entiers à t'aimer
- 1971, Julien Clerc
- 1971, Olympia 70
- 1971, Niagara
- 1972, Liberté, égalité, fraternité... ou la mort
- 1973, Ca fait pleurer le bon dieu
- 1974, Terre de France
- 1974, N°7
- 1976, A mon âge et à l'heure qu'il est
- 1978, Jaloux
- 1979, 36 Front populaire (comédie musicale)
- 1980, Quand je joue
- 1980, Sans entracte
- 1982, Femmes, indiscrétion, blasphème
- 1984, Aime-moi
- 1987, Les aventures à l'eau
- 1990, Fais-moi une place
- 1992, Utile
- 1994, Julien
- 2000, Si j'étais elle
- 2003, Studio (album de reprise 13 titres)
- 2005, Double enfance
- 2008, Où s'en vont les avions ?
- 2009, Tour 09 (live)
- 2011, Fou, Peut-être
- 2011, Hôtel des Caravelles (đĩa đơn)
- 2012, Le temps d'aimee (đĩa đơn)
- 2012, Symphonique - À l'Opéra national de Paris - Palais Garnier (trực tiếp)
- 2014, Partout la musique vient
- 2014, On ne se méfie jamais assez (đĩa đơn)
- 2016, Entre elle et moi (đĩa đơn)
- 2016, Fans, je vous aime (đĩa đơn)
- 2017, À nos amours

Hợp tác trong
- 1979, Emilie Jolie bởi Philippe Chatel